# 대구 대명동 가스 폭발 사고
대구 대명동 가스 폭발 사고는 2013년 9월 23일에 대구 광역시 남구 대명6동의 상가에서 일어난 가스 폭발 사고이다.

## 개요
- 2013년 9월 23일 23시 45분경 대구광역시 남구 대명6동 대명 6동사무소 옆 상가건물에서 일어난 폭발 사고이다. 사고가 일어난 건물은 2층 건물이며 2층에는 가정집, 1층에는 가스배달업체 사무실과 페인트가게가 있었다.

## 원인
1층 가스배달업체의 불법충전으로 인한 가스누출.

## 피해
주택 및 상가가 밀집된 지역이어서 유리창 파손 등의 피해가 컸다.
- 사망자 경찰관 2명, 부상자 13명
- 차량 13대 파손, 주변건물 30여곳 파손. 피해액 소방서추산 약 5억 4천여만원[1][2]
- 또한 폭발당시 폭발음이 반경 3km 떨어진 곳에서도 들렸으며 많은 사람들을 깜짝 놀라게 했다.

## 여파
'대구 대명동 가스 폭발 사고'로 인해 정부에서 제시된 대책
- 원인적 측면: 경찰청과 산업통상자원부는 상시공동체제를 구축하여 LP가스 무허가 충전 행위, LPG용기 불법야적 및 무단방치 행위 등에 대해 전국적인 단속활동을 시작했다.[3]

## 같이 보기
- 대구 지하철 화재 참사
- 대구 상인동 가스 폭발 사고
- 덴로쿠 가스 폭발 사고
- 아현동 도시가스 폭발 사고
- 부천 LPG 충전소 폭발 사고
- 익산 충전소 가스 폭발 사고